# Напрасна
Напрасна — річка в Україні, у Роменському районі Сумської області. Ліва притока Бугайчихи (басейн Дніпра).

## Опис
Довжина річки 17 км, похил річки — 2,8 м/км. Площа басейну 67,5 км².

## Розташування
Бере початок на західній стороні від села Малі Бубни. Спочатку тече на південний схід через Артюхівку, потім на південний захід і на західній стороні від Глинська впадає у річку Бугайчиху, праву притоку Сули.